# Johann Niclas Müller
Johann Niclas Müller (* 23. Juli 1669 in Erzenhausen; † 30. Dezember 1732 in Neustadt an der Weinstraße) war einer der wichtigsten technischen Neuerer auf dem Gebiet der Mühlentechnik.

## Leben
Über die Kindheit und Jugend Johann Niclas Müllers ist wenig bekannt. Seine jungen Jahre der Lehre und Ausbildung zum Müller verbrachte er vermutlich in Orten der heutigen Verbandsgemeinde Weilerbach. 1693 erwarb er von Daniel Jung die „Pfeifermühle“ in Eulenbis. Wegen Unklarheiten darüber, ob der „Besitzer“ seine Mühle wirklich besitzt und ob er das Verkaufsrecht habe, zog sich der Verkauf bis 1700 hin. Wie bereits sein Vorgänger bemühte er sich vergeblich, seine Mühle zur Bannmühle zu erheben. 1703 heiratete Müller Luise Katharina Reisser (1687–1723): Mit ihr hatte er fünf Kinder, die überlebten.
In den Jahren zwischen 1700 und 1719 verbesserte er sukzessive die Technik der Kräfteübertragung in seiner Mühle, was seine heutige Bedeutung ausmacht.
1719 und 1721 brannten Teile der Mühle ab. Man geht von Brandstiftung missgünstiger Konkurrenten aus. Johann Niclas Müller musste die Mühle verkaufen, da er nicht genug Geld hatte, die Mühle wieder aufzubauen. Er starb verarmt in Neustadt.

## Historische Bedeutung
In der Geschichte der Mühle kommt Johann Niclas Müller eine ähnliche Bedeutung zu wie später Oliver Evans. Nachdem sich seit dem Mittelalter technisch wenig an der Technik verändert hatte, bestand die Leistung Müllers vor allem darin, die Kraft effizienter zu übertragen. Wurde sie bei älteren Mühlen vor allem durch Riemen und Bänder übertragen, ersetzte Müller dies durch eine komplizierte Zahnradmechanik. Anregungen dazu holte er sich möglicherweise bei großen Uhrwerken. Dadurch konnte er, auch wenn wenig Wasser auf sein Mühlrad floss, die Kraft effizienter nutzen und hatte einen wirtschaftlichen Vorteil gegenüber seinen Konkurrenten. Er wurde schnell kopiert, und so verbreitete sich seine Technik, ohne mit seinem Namen verbunden zu sein.